# Sauber C9
Sauber Mercedes C9 - гоночний прототип для автоперегонів 24 години Ле-Мана групи С компаній Заубер і Mercedes-Benz. Команду Заубер фінансував Ів Сен-Лоран. Виступав у 1987-1989 роках. Команди 63, 61, 62 на Sauber Mercedes C9 зайняли 1989 на 24 години Ле-Мана відповідно місця 1 (389 кіл), 2 (384 кола), 5 (378 кіл). Крім того виступали з 1987 до квітня 1990 на Світовому чемпіонаті спортивних автомобілів.

## Розробка

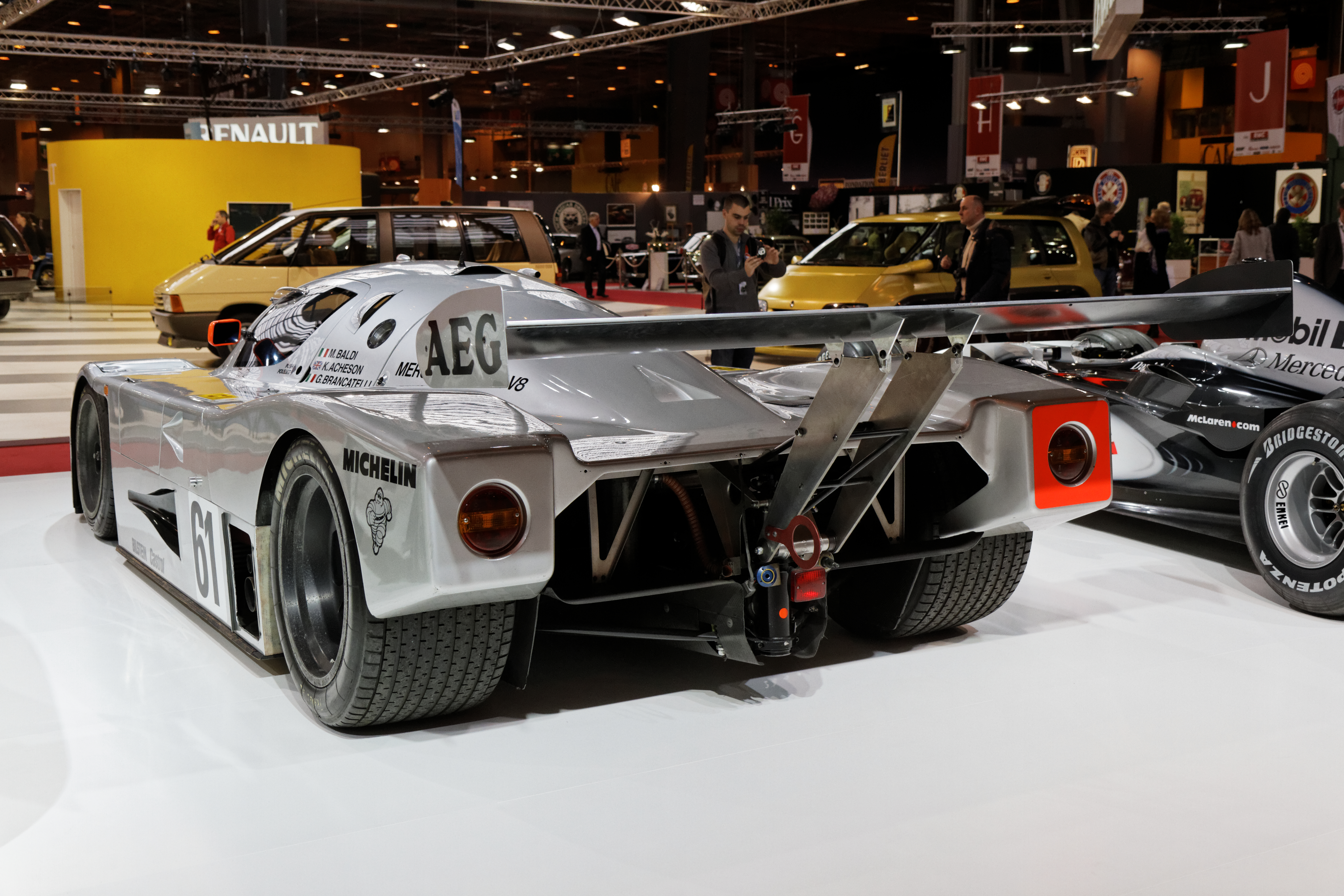

C9 був розвитком попереднього дизайну Sauber C8, зберігши монокок, який в основному складався з алюмінію, хоча він був значно жорсткішим і з численними іншими вдосконаленнями. Задня підвіска змінилася з вертикально розташованих пружин/амортизаторів, розташованих над верхньою частиною коробки передач, на горизонтальну компоновку, вирівняну з поздовжньою віссю автомобіля. Аеродинамічні зміни включали зміну розташування масляно-водяного радіатора на носовій частині автомобіля, що дозволило використовувати модифіковану роздільну пластину. Відповідно до зміни розташування радіаторів, великі канали NACA були видалені з верхньої частини порогів. Задня палуба була значно перепрофільована, а заднє крило тепер кріпилося виключно на центральній опорі. Аеродинамічно автомобіль мав дві конфігурації: одну для спринтерських трас і версію з низьким лобовим опором для 5,8-кілометрової прямої Mulsanne у Ле-Мані. У своїй спринтерській конфігурації він виробляв 2222,1 кг притискної сили на 320 км/год, створюючи 555,7 кг опору. Конфігурація спринтерської траси мала співвідношення L/D 4:1, у той час як версія з низьким лобовим опором становила приблизно 3:1. Ранні двигуни були знову підготовлені швейцарським фахівцем з розробки двигунів Хайні Мадером, хоча тепер відомо, що це було прикриттям для участі Мерседеса в проекті пізніше. Він був поступово полегшений завдяки використанню нового колінчастого вала, більш ефективних турбокомпресорів KKK і блоку без вкладишів. Це була напівнапружена частина шасі, яка мала сухий картер. Спеціальних кваліфікованих двигунів не було, а при тиску наддуву 2,2 бар, як кажуть, він мав «майже 800 к.с. (597 кВт)». Максимальний гоночний наддув становив 1,9 бар. Максимальна кількість обертів на хвилину становила 7000, але водії зазвичай трималися на 6500 під час перегонів. Крива крутного моменту була майже рівномірною між 3000 і 6000 об/хв, що давало двигуну велику гнучкість. Двигун зберіг колінчастий вал із поперечною площиною, а порядок роботи цилындрыв був 1-5-4-8-6-3-7-2. Пізніше двигуни M119HL були отримані з заводських двигунів Mercedes в Унтертюркхаймі, яким керував Герман Гієрет. Додавання 16 головок клапанів у 1989 році збільшило потужність приблизно на 20 к.с. (15 кВт) до приблизно 720 к.с. (537 кВт) при 1,6 бар і 7000 об/хв. Збільшення паливної ефективності означало, що абсолютну потужність також можна було збільшити з трохи менше 800 к.с. з наддувом 2,2 бар до приблизно 820 к.с. (611 кВт).

## Історія
У своєму дебютному сезоні 1987 року автомобілями керувала компанія Kouros Racing, названа на честь парфумерного бренду своєї материнської компанії, Yves Saint Laurent, хоча підтримувалася Mercedes-Benz у напівофіційній якості. Угода мала тривати п'ять гонок. Команда посіла лише дванадцяте місце в командному заліку, набравши очки лише в одному раунді. У 1988 році спонсорська угода з Kouros не була продовжена, і команда була перейменована на Sauber Mercedes. Це збіглося зі зміною вищого керівництва Mercedes та оголошенням у січні нового заступника голови професора Вернера Ніфера про те, що компанія підтримуватиме спортивні автомобілі групи С. У результаті спонсором Mercedes була AEG-Olympia – AEG на той час належала Daimler-Benz, фактично надаючи команді повну заводську підтримку. Керівництво команди було підкріплено колишнім менеджером команди BMW M Йохеном Неерпашем і колишнім пілотом зі Швейцарії Максом Велті. Їм вдалося фінішувати другим у чемпіонаті після Jaguar XJR-9 з п’ятьма перемогами за сезон. На жаль, під час 24 годин Ле-Мана команда зазнала ганебної невдачі, коли вони були змушені відмовитися від змагань через занепокоєння щодо своїх шин Michelin після того, як Клаус Нідзвєдз зазнав удару на високій швидкості.
Нарешті в 1989 році автомобіль зміг досягти великого успіху. Окрім заміни чорної кольорової гами традиційною простою сріблястою схемою Mercedes і зменшення AEG до ролі другорядного спонсора, старіший двигун M117 5,0 л з турбонаддувом V8 було оновлено до M119, який замінив сталеві головки на нові чотириклапанні алюмінієві головки. Двигун мав еквівалентну потужність групи C 8,454 л. C9 зміг виграти всі гонки, крім однієї, в сезоні 1989 року, включаючи 24 години Ле-Мана. Під час кваліфікації Baldi/Acheson/Brancatelli C9 зафіксував швидкість 400 км/год на Мульсаннській прямій. Незважаючи на це, саме автомобіль Шлессер/Жабуй/Кудіні зайняв поул-позицію в день гонки. Sauber C9s фінішували першим, другим і п’ятим у гонці. Пілот «Мерседеса» Жан-Луї Шлессер того сезону виграв чемпіонат серед пілотів.
З другої гонки сезону 1990 року C9 буде замінено на Mercedes-Benz C11, коли він здобув одну остаточну перемогу в першій гонці.

## Технічні дані
|                               |                                                                              |                                                                              |
| Параметри                     | Рік 1987/88                                                                  | Рік 1989/90                                                                  |
| Мотор                         | V8-, два турбонагнітачі Kühnle, Kopp & Kausch                                | V8-, два турбонагнітачі Kühnle, Kopp & Kausch                                |
| Тип мотора                    | М117                                                                         | М119                                                                         |
| Циліндри                      | 96,5 × 85 мм                                                                 | 96,5 × 85 мм                                                                 |
| Кількість клапанів на циліндр | 2                                                                            | 4                                                                            |
| Розподільний вал              | 1 на блок циліндрів                                                          | 2 на блок циліндрів                                                          |
| Робочий об'єм                 | 4973 см³                                                                     | 4973 см³                                                                     |
| Потужність                    | 700 к.с. (515 кВт) при 7000об/хв                                             | 720 к.с. (530 кВт) при 7000об/хв                                             |
| Паливна система               | Bosch-Motronic 1.7                                                           | Bosch-Motronic 2.7                                                           |
| Тиск наддування               | 0,5 - 0,9 бар                                                                | до 1,2 бар                                                                   |
| Гальма                        | вентильовані дискові                                                         | вентильовані дискові                                                         |
| Колеса                        | передні/задні Michelin 13" × 17"/14,5" × 19" Good-Year 13" × 17"/14,5" × 18" | передні/задні Michelin 13" × 17"/14,5" × 19" Good-Year 13" × 17"/14,5" × 18" |
|                               |                                                                              |                                                                              |